# Полет 823 на „Нортийст Еърлайнс“
Полет 823 на „Нортийст Еърлайнс“ е редовен вътрешен пътнически полет от летище „Ла Гуардия“, Ню Йорк, Ню Йорк, до международното летище „Маями“, Маями, Флорида, Съединените американски щати, управляван от „Нортийст Еърлайнс“. На 1 февруари 1957 г. самолетът „Дъглас DC-6A“, който изпълнява полета, се разбива малко след излитане близо до Райкърс Айлънд в Куинс. В катастрофата загиват 20 от пътниците, докато други 78 души са ранени. Всички членове на екипажа оцеляват.
Малко след катастрофата персоналът на затвора на Райкърс Айлънд и затворници се стичат на помощ на тези, които оцеляват. В резултат на техните действия 30 затворници са освободени, а 16 получават намаление на присъдите си с по шест месеца.
Разследването на Борда по гражданска аеронавтика е възпрепятствано от липсата на информация какво се случва на борда на самолета, тъй като той не разполага със звукозаписващото устройство в пилотската кабина и такова за полетните данни. Бордът установява, че вероятната причина за инцидента е неуспехът на капитана правилно да наблюдава и тълкува какво показват летателните инструменти, и да поддържа контрол над самолета.